# Amine Linganzi
Amine Linganzi (de son complet Amine Linganzi Koumba) est un ancien footballeur international français d'origine congolaise, né le 16 novembre 1989 à Alger en Algérie. Il évoluait au poste de milieu de terrain.

## Biographie
Amine Linganzi naît à Alger, d’un père diplomate et d’une mère professeur d’histoire. Il part vivre à quatre ans chez son frère aîné à Aix-en-Provence . Il commence le football à l'âge de six ans dans un club de la ville le Club le Tholonet. Suivent ensuite l'AS aixoise, Vitrolles de 2002 à 2004, puis l'AS Cannes de 2004 à 2006 où il remporte le titre national des moins de 15 ans. En 2006, il signe en tant qu'aspirant à l'AS Saint-Étienne.
Lors de la saison 2006-2007, il fait ses premiers pas avec la réserve stéphanoise (2 matchs). Il est plus régulièrement utilisé la saison 2007-2008 avec 22 apparitions pour un but. Il débute en équipe première le 28 septembre 2008, lors d'un match de Ligue 1 contre Girondins de Bordeaux en entrant en jeu à la 64e minute à la place de Geoffrey Dernis,. Il entre également en jeu lors des deux matchs de championnats suivants et lors d'un match de Coupe UEFA contre Rosenborg le 6 novembre 2008. Ces quatre matchs seront les seuls que Linganzi disputeront avec le club puisqu'il est victime de blessures dont une pubalgie chronique. 
Le 28 janvier 2010, il s'engage avec les Blackburn Rovers qui évoluent en Premier League pour une durée de trois ans et demie. Il débute avec l'équipe réserve du club. Pour son deuxième match avec la réserve, il participe activement à la victoire 3-0 de son équipe sur la réserve de Wigan Athletic puisqu'il est impliqué sur les trois buts de son équipe (1 but, 2 passes décisives). Grâce à ses bonnes performances avec la réserve, il finit par être convoqué régulièrement par Sam Allardyce, l'entraîneur des Rovers, et il dispute ainsi le dernier match de la saison en Premier League sur la pelouse d'Aston Villa où son équipe gagne 1-0,.
Lors de la saison suivante, Linganzi joue trois matchs pour Blackburn avant d'être prêté le 13 janvier 2011 à Preston North End une formation qui évolue en Championship jusqu'à la fin de la saison. Il débute avec Preston deux jours plus tard en championnat contre Leicester City mais il se blesse au pubis et doit sortir juste avant la mi-temps. Il est annoncé blessé pour six semaines. L'entraîneur de Preston Phil Brown confirme que le joueur reste jusqu'à la fin de la saison mais il ne rejouera pas pour Preston pour prendre le temps de se soigner.
Au début de la saison 2011-2012, Linganzi joue deux matchs de pré-saison pour Preston contre Morecambe (victoire 3-0) et contre Wigan (défaite 1-3) où il marque un but. Un prêt pour la saison fut évoqué mais il ne se réalise pas en raison du fait que Preston craint que Linganzi rechute. Finalement, il passe la saison entière à Blackburn (qui est relégué à l'issue de la saison) où il n'apparaît qu'une seule fois sur le banc de l'équipe première.
La saison 2012-2013, part sur les mêmes bases pour Amine qui n'est pas convoqué en équipe première. Le 30 janvier 2013, il résilie son contrat avec Blackburn. Il n'aura effectué que quatre apparitions avec Blackburn en trois ans. Il effectue alors un essai avec Accrington Stanley, un club évoluant en League Two qui s'avère concluant puisqu'il y signe jusqu'à la fin de la saison. Lors de sa présentation à Accrington, il dit qu'il n'a pas de regrets concernant son passage à Blackburn malgré son faible temps de jeu. Il dispute son premier match pour Accrington deux jours après son arrivée en entrant en jeu face à Cheltenham Town (match nul 2-2). Après deux autres apparitions en tant que remplaçant, il s'impose comme titulaire et termine la saison par 10 titularisations en 11 matchs. Le seul match qu'il ne joue pas est dû au fait qu'il retourne en France assister aux funérailles de son frère après le match contre Wycombe Wanderers que son équipe gagne et qu'il dispute en intégralité. Son entraîneur Liam Richardson le félicite ainsi que quelques autres joueurs pour son rôle dans le maintien d'Accrington. Durant cette saison, il fait ses débuts en équipe nationale en jouant contre l'Angola le 14 novembre 2012.
Le 10 juin 2013, il s'engage deux ans avec Gillingham, tout juste promu en League One. Le 14 août 2013, il rejoue pour le Congo lors d'une défaite 3-0 en Tunisie. Il quitte le club par consentement mutuel le 10 mars 2015.
Il joue la saison suivante à l'ÉFC Fréjus Saint-Raphaël en National.
Il reste en France avant de retourner en Angleterre au Portsmouth FC où il signe dans un premier temps un contrat d'un mois en août 2016. Il y reste finalement toute la saison et participe donc au titre de champion de League Two de son équipe.
Son contrat n'étant pas prolongé, il part au Swindon Town FC qui évolue également en League Two.
Il y joue 29 matchs pour 4 buts. Il ne prolonge pas son contrat malgré une offre du club pour des raisons familiales.
Le 31 janvier 2019, il signe à Salford City, un club de National League, soit le cinquième niveau anglais. Il fait ses débuts au club lors d'un match de FA Trophy contre le Maidstone United FC le 5 février (score final 1-1). Il dispute quatre matchs de championnat (deux en février et deux en avril). Son club termine 2e du championnat et doit disputer les play-offs d'accession à la League Two.
Son équipe parvient à décrocher la promotion mais il ne joue pas lors des deux matchs. Son contrat n'est pas renouvelé à l'issue de la saison.

## Statistiques
| Saison                | Club                     | Championnat           | Championnat | Championnat | Coupe nationale | Coupe nationale | Coupe de la Ligue | Coupe de la Ligue | Compétition(s) continentale(s) | Compétition(s) continentale(s) | Compétition(s) continentale(s) | Football League Trophy | Football League Trophy | FA Trophy | FA Trophy | Congo | Congo | Total | Total |
| Saison                | Club                     | Division              | M.          | B.          | M.              | B.              | M.                | B.                | Comp.                          | M.                             | B.                             | M.                     | B.                     | M.        | B.        | M.    | B.    | M.    | B.    |
| 2008-2009             | AS Saint-Étienne         | Ligue 1               | 3           | 0           | -               | -               | -                 | -                 | C3                             | 1                              | 0                              | -                      | -                      | -         | -         | -     | -     | 4     | 0     |
| 2009-2010             | AS Saint-Étienne         | Ligue 1               | -           | -           | -               | -               | -                 | -                 | -                              | -                              | -                              | -                      | -                      | -         | -         | -     | -     | 0     | 0     |
| 2010                  | Blackburn Rovers         | Premier League        | 1           | 0           | -               | -               | -                 | -                 | -                              | -                              | -                              | -                      | -                      | -         | -         | -     | -     | 1     | 0     |
| 2010-2011             | Blackburn Rovers         | Premier League        | 1           | 0           | 1               | 0               | 1                 | 0                 | -                              | -                              | -                              | -                      | -                      | -         | -         | -     | -     | 3     | 0     |
| 2011                  | Preston North End (prêt) | Championship          | 1           | 0           | -               | -               | -                 | -                 | -                              | -                              | -                              | -                      | -                      | -         | -         | -     | -     | 1     | 0     |
| 2011-2012             | Blackburn Rovers         | Premier League        | -           | -           | -               | -               | -                 | -                 | -                              | -                              | -                              | -                      | -                      | -         | -         | -     | -     | 0     | 0     |
| 2012-2013             | Blackburn Rovers         | Championship          | -           | -           | -               | -               | -                 | -                 | -                              | -                              | -                              | -                      | -                      | -         | -         | -     | -     | 0     | 0     |
| 2013                  | Accrington Stanley       | League Two            | 13          | 0           | -               | -               | -                 | -                 | -                              | -                              | -                              | -                      | -                      | -         | -         | -     | -     | 13    | 0     |
| 2013-2014             | Gillingham FC            | League One            | 20          | 1           | -               | -               | -                 | -                 | -                              | -                              | -                              | -                      | -                      | -         | -         | 1     | 0     | 21    | 1     |
| 2014-2015             | Gillingham FC            | League One            | 7           | 0           | -               | -               | -                 | -                 | -                              | -                              | -                              | 1                      | 0                      | -         | -         | -     | -     | 8     | 0     |
| 2015-2016             | ÉFC Fréjus Saint-Raphaël | National              | 3           | 0           | -               | -               | -                 | -                 | -                              | -                              | -                              | -                      | -                      | -         | -         | -     | -     | 3     | 0     |
| 2016-2017             | Portsmouth FC            | League Two            | 19          | 1           | -               | -               | 1                 | 0                 | -                              | -                              | -                              | 3                      | 0                      | -         | -         | -     | -     | 23    | 1     |
| 2017-2018             | Swindon Town             | League Two            | 25          | 2           | 2               | 2               | -                 | -                 | -                              | -                              | -                              | 2                      | 0                      | -         | -         | -     | -     | 29    | 4     |
| 2019                  | Salford City             | National League       | 4           | 0           | -               | -               | -                 | -                 | -                              | -                              | -                              | -                      | -                      | 1         | 0         | -     | -     | 5     | 0     |
| Total sur la carrière | Total sur la carrière    | Total sur la carrière | 97          | 4           | 3               | 2               | 2                 | 0                 | -                              | 1                              | 0                              | 6                      | 0                      | 1         | 0         | 1     | 0     | 111   | 6     |

## Palmarès

### En club
- Portsmouth
  - Champion du Football League Two (D4 anglaise) en 2017.